# 郑集
郑集（1900年5月6日—2010年7月29日），男，四川南溪人，中國著名的生物化學家、教育家，營養學家。中國營養學的奠基人，中國生物化學的開拓者之一。世界最長壽教授和世界最高齡作家。

## 早年生活和教育
郑集(英文名: Libin T. Cheng)於1900年5月6日出生在四川省宜宾市南溪县刘家乡一个清寒的农民家庭。自幼家境贫寒，自身又体弱多病。14岁才入南溪县高级小学读书，17岁以第一名的成绩毕业。1921年，郑集考入国立成都高等师范学校，不久因病退学。多次因病失学的不幸也没有掩盖住他聪颖的天资，后来他怀揣好友的资助，1924年如愿考入国立东南大学（1928年更名國立中央大學）生物系，1928年毕业。1930年赴美国留学，入俄亥俄州立大学专攻生物化学，於1931 年獲得了碩士學位。并于耶鲁大学、印地安那大学学习，於 1934 年獲得印第安納大學的博士學位。同年，基於他的研究成果和潛力，他被選為Sigma Xi 學會會員。回国后任历任中国科学社生物研究所研究员，中央大学医学院教授、生化科教授兼主任，华东军医学院、第四军医大学教授，南京大学医学院教授、生物系教授兼生物化学教研室主任。
1945年在中央大学医学院创办生化研究所，培养生化研究生，这是中国教育史上第一个培养生物化学研究生的正式机构。一生桃李满天下。进入古稀之年后，开辟衰老生化机制研究，提出衰老机制的代谢失调学说，为中国衰老生物化学奠定了基础。
先后参与创办中国营养学会、生物化学会。曾任中央大学教授会主席、中国营养学会首任理事长。

## 事業與成就
早在1931年，鄭集就成為中國科學會美國分會會員，並與他人合作科研論文“Motor Localization on the Cerebral Cortex of the Guinea-pig (Cavia Cobaya)”（“豚鼠大腦皮層的運動定位”），發表在The Journal of Comparative Neurology. 比較神經病學雜誌。
他於1934歸國，“負責在中國科學會生物實驗室設立生理化學系。 任国立中央大学中央医学院医学院任生物化学教授兼科主任1950年起任南京医科大学生物学教授兼生物化学系主任。1956年在南京大学被评为一级教授，1959年任南大生化系教研室主任。他編寫了許多教材和教科書。他的一些教科書至今仍在使用，如《普通生物化學》。

100歲以後，他仍然教書、寫書。2010年，俄亥俄州立大學校長E. Gordon Gee博士到南京訪問鄭集。 
鄭於 2010 年 5 月享年 110 歲。譽為世界上最年長的教授。  他一生的大部分時間都在南京大學醫學院和生物系任教。他於 2010 年 7 月 29 日去世。  被列為中國老一輩生物物理學家的偉人之一。 

## 出版物精選

### 書籍
- 英文版：A Preliminary Note on the Epithelium and Its Adjacent Structures of the Fish's Stomach in Spring and Winter(《初探春季和冬季魚類胃的上皮及其鄰近結構》)，1931，南京，中国科学社[13]
- 英文版：Are the So-called Poisonous Food-combinations Really Poisonous?（《所謂有毒食物組合真的有毒嗎？》），1936 ，南京，中国科学社[14]
- 英文版：A Laboratory Manual of Biochemistry（《生物化学实验手册》），1939 ，[15]
- 《實用營養學》1964，正中書局[16]
- 《健康长寿之路》，1987 [17]
- 《衰老與抗衰老》，2001,香港三聯書店[18]
- 《普通生物化學》, 2007,  高等教育出版社
- 《不老的技術：百歲教授養生經》，2008，高寶國際出版社[19]
- 《鑒證長壽-百歲教授的養生經》，2008，四川辭書出版社[20]
- 《最好的醫生是養生》， 2010， 江蘇教育出版社[21]
- 《不老的智慧》，2010，四川辭書出版社

### 文章
- 英文版: “Lipoid Content” (“脂質含量”) P. 241 (1931)[22]
- 英文版: *“Are the So-called Poisonous Food-combinations Really Poisonous?” (“所謂有毒食品組合真的有毒嗎？”), 1936，Issue 3 of Biochemical publication, Science Society of China Biological Laboratory Volume 11. Science Society of China Biological Laboratory
- 英文版: “A Note on the Vitamin C Content of Some Dried, Sugared and Salted Chinese Vegetables and Fruits (《中國部分乾、糖、鹽蔬果中維生素C含量的註解》), 1939，The Biological Laboratory of the Science Society of China, Zoological series, v. 13, no. 7, Science Society of China [23]
- 英文版: “A Simple Dark Adaptometer” (“簡單暗適應計”), 1946, Chinese Medical Journal, 63A, pp188–190, American Psychological Association [24]
- 英文版: “Biochemical Education In China: Past and Present” (“中國的生化教育：過去和現在”), 1986, [25]